# Dichelomorpha densesquamosa
Dichelomorpha densesquamosa är en skalbaggsart som beskrevs av Frey 1970. Dichelomorpha densesquamosa ingår i släktet Dichelomorpha och familjen Melolonthidae. Inga underarter finns listade i Catalogue of Life.